# Experiments upon Vegetables
Experiments upon Vegetables (con el nombre completo de Experiments upon Vegetables, Discovering Their great Power of purifying the Common Air in the Sun-shine, and of Injuring it in the Shade and at Night o "Experimentos sobre vegetales. Descubriendo su gran poder para purificar el aire común a la luz del sol y de corromperlo a la sombra o a la noche") es una obra escrita en 1779 por el biólogo y químico Jan Ingenhousz (1730-1799)
En esta obra se describe por primera vez que, en presencia de la luz solar, las plantas dan origen a burbujas desde sus partes verdes mientras que, en la oscuridad, la generación de burbujas se detiene. Además, Ingenhousz señaló que en la oscuridad las plantas producen dióxido de carbono mientras que las "burbujas" que producen en la luz están compuestas de oxígeno. Descubrió, asimismo, que la cantidad de oxígeno producida durante la exposición a la luz era mayor que la cantidad de dióxido producido durante la exposición a la oscuridad. Esto demostraba que parte de la masa de las plantas provenía también del aire y no solo del suelo como se suponía hasta ese momento.